# Boubovia vermiphila
Boubovia vermiphila är en svampart som beskrevs av Brumm. & R. Kristiansen 1999. Boubovia vermiphila ingår i släktet Boubovia, ordningen skålsvampar, klassen Pezizomycetes, divisionen sporsäcksvampar och riket svampar.   Inga underarter finns listade i Catalogue of Life.